# ورزشگاه ویندزور پارک
ورزشگاه ویندزور پارک (انگلیسی: Windsor Park) ورزشگاهی ملی در بلفاست، ایرلند شمالی است که میزبان بازی‌های خانگی باشگاه فوتبال لینفیلد و تیم ملی فوتبال ایرلند شمالی می‌باشد.